# Амзабегово
Амзабегово (мкд. Амзабегово) је насеље у Северној Македонији, у средишњем делу државе. Амзабегово је село у саставу општине Свети Никола.

## Географија
Амзабегово је смештено у средишњем делу Северне Македоније. Од најближег града, Штипа, насеље је удаљено 25 km северозападно.
Насеље Амзабегово се налази у историјској области Овче поље. Село је смештено у средишњем делу поља, а јужно се уздиже омање горје, које дели поље од реке Брегалнице. Надморска висина насеља је приближно 250 метара.
Месна клима је блажи облик континенталне због близине Егејског мора (жарка лета).

## Становништво
Амзабегово је према последњем попису из 2002. године имало 531 становника.
Већинско становништво су етнички Македонци (98%), а остало су Власи. До почетка 20. века искључиво становништво у селу били су Турци.
Претежна вероисповест месног становништва је православље.